# Quintette « Primavera »
Le Quintette « Primavera » est un quintette pour flûte, violon, alto, violoncelle et harpe de Charles Koechlin. Composé en 1936, il est créé le 14 mars 1944 par son dédicataire le Quintette Pierre Jamet.

## Présentation de l'œuvre
Le Quintette « Primavera » est composé en 1936 par Charles Koechlin. Dédié au Quintette Pierre Jamet, il est écrit pour une flûte, une harpe, un violon, un alto et un violoncelle.
Selon les mots de Koechlin, l'œuvre est « une composition sans aucune ombre [...] écrite [...] pour célébrer le « retour du printemps ».
D'une durée moyenne d'exécution d'environ quinze minutes, le Quintette est constitué de quatre mouvements, « traversés par des échos de chansons populaires françaises », dont les deux centraux sont brefs :
1. Allegro quasi allegretto
2. Adagio
3. Intermezzo
4. Finale

L’œuvre, « dont l'inspiration allie fraîcheur « naturaliste » (les ressourcements au contact de la nature) et ingénuité « populaire » (le goût des chansons françaises traditionnelles) », est créée à Paris le 14 mars 1944 par le Quintette Pierre Jamet.
La partition, qui porte le numéro d'opus 156, est éditée par les éditions Eschig.